# Spelaeornis chocolatinus
La ratina chocolate (Spelaeornis chocolatinus) es una especie de ave paseriforme de la familia Timaliidae endémica del noreste de la India.

## Taxonomía
Anteriormente se describieron varias subespecies de este pájaro que en la actualidad se consideran especies separadas: Spelaeornis kinneari, Spelaeornis oatesi y Spelaeornis reptatus.

## Distribución y hábitat
Se localiza en el noreste de la India, en Nagaland y Manipur.
Su hábitat natural son los bosques montanos húmedos subtropicales.